# Bathyacmaea nipponica
Espèce
Bathyacmaea nipponica est une espèce de très petits mollusques prosobranches (les adultes mesurent généralement 6 mm en longueur) de mer profonde, de la famille des Pectinodontidae. L'espèce habite les communautés marines soutenues par la production chimiosynthétique des cheminées hydrothermales  et des suintements froids près du Japon (la fosse d'Okinawa).

## Synonymes
- Bathyacmaea austrina S.-Q. Zhang & S.-P. Zhang, 2020
- Bathyacmaea brevidentata S.-Q. Zhang & S.-P. Zhang, 2020
- Bathyacmaea secunda Okutani, Fujikura & Sasaki, 1993
- Bathyacmaea tertia Sasaki, Okutani & Fujikura, 2003
- Serradonta vestimentifericola Okutani, Tsuchida & Fujikura, 1992

## Description
Elle se distingue des autres espèces de l'ordre des Patellogastropoda par les caractères suivants : ses intestins passent au travers de son ventricule, elle possède une paire de «dents» radulaires avec de longs tubes, et ses statocystes sont isolés des ganglions pleuraux et des ganglions podaux. Elle possède une cténidie plutôt que des habituelles branchies circumpalléales, l'absence d'osphradium, et pas même d'yeux rudimentaires.
Pour ces raisons, en comparant le développement de la coquille à l'échelle microscopique, il a été avancé que Bathyacmaea secunda n'est pas proche des Patelloidea ou des Neolepetopsidae comme on l'aurait pensé en se basant uniquement sur les caractéristiques morphologiques et les ressemblances. L'espèce possède des traits en commun avec les Acmaeidae, cependant, suggérant un lien possible avec cette famille plutôt qu'avec la famille des Patellogastropoda.